# Lyperosomum intermedium
Lyperosomum intermedium ist ein Saugwurm, der im Gangsystem der Bauchspeicheldrüse in der Reisratte Oryzomys palustris parasitiert. Er kommt in Florida und Georgia vor.
L. intermedium ist zungenförmig, 1,6 bis 4,2 mm lang und 0,3 bis 0,42 mm breit. Der Oesophagus verläuft relativ gerade und ist 60 μm lang. Die Hoden sind oval oder rundlich und haben einen Durchmesser von 111 bis 240 μm. Der Uterus ist groß. Die Eier sind hellbraun, dünnschalig, oval und 46–51 μm × 23–27 μm groß.